# Carptima
Carptima là một chi bướm đêm thuộc họ Geometridae.

## Các loài
- Carptima hydriomenata Pearsall, 1906